# Paweł Wojtala
Paweł Wojtala (Poznań, 27 ottobre 1971) è un dirigente sportivo ed ex calciatore polacco, di ruolo difensore.

## Carriera

### Club
Ha giocato nella prima divisione polacca ed in quella tedesca.

### Nazionale
Tra il 1994 ed il 1997 ha giocato complessivamente 12 partite con la maglia della nazionale polacca.

## Palmarès

### Club

#### Competizioni nazionali
- Campionato polacco: 2

Lech Poznań: 1991-1992, 1992-1993
- Coppa di Germania: 1

Werder Brema: 1998-1999
- Supercoppa di Polonia: 1

Lech Poznań: 1992